# معركة بيرويا
وقعت معركة بيرويا ( ستارا زاغورا الحديثة) في عام 1122 بين البيشينك والإمبراطورية البيزنطية تحت حكم الإمبراطور يوحنا الثاني كومنينوس (1118-1143) فيما يعرف الآن ببلغاريا . انتصر الجيش البيزنطي في المعركة ، مما أدى إلى اختفاء البيشينك كشعب متفرد ومستقل.

## خلفية
في عام 1091 ، غزا البيشنيك الإمبراطورية الرومانية وهزمهم ألكسيوس الأول كومنينوس والد جون الثاني (حكم خلال 1081-1118) في معركة ليفونيون . كانت هذه الهزيمة تعني القضاء على البيشينك الذين شاركوا في الحملة كقوة مستقلة ، حيث تم تسجيل الناجين الذكور في الجيش البيزنطي ؛ ومع ذلك ، لم تشارك بعض مجموعات البيشنيك في الغزو. ثم تعرضوا للهجوم في عام 1094 من قبل الكومان ، وحينها تم قتل أو تشتت العديد من البجانكة المتبقين. ومع ذلك ، استمرت بعض العصابات في العمل بإستقلالية.
في عام 1122 ، غزا البيشنغ من سهول بونتيك الإمبراطورية الرومانية الشرقية عن طريق عبور حدود الدانوب إلى الأراضي البيزنطية. وفقًا لمايكل أنجولد ، من المحتمل أن يكون هذا الغزو قد حدث بالتواطؤ مع فلاديمير مونوماخ (حكم 1113-1125) ، حاكم كييف ، بالنظر إلى أن البيشينك كانوا في السابق أتباعاً له. يُسجل أن بقايا الأوغوز والبيتشينك طُردوا من روسيا عام 1121. شكل الغزو تهديدًا خطيرًا للسيطرة الرومانية على شمال البلقان . قرر الإمبراطور يوحنا الثاني كومنينوس من بيزنطة مواجهة الغزاة في الميدان وإعادتهم ، ونقل جيشه الميداني من آسيا الصغرى (حيث كان يحارب الأتراك السلاجقة في ذلك الوقت ) إلى أوروبا ، واستعد للزحف شمالًا.

## المعركة

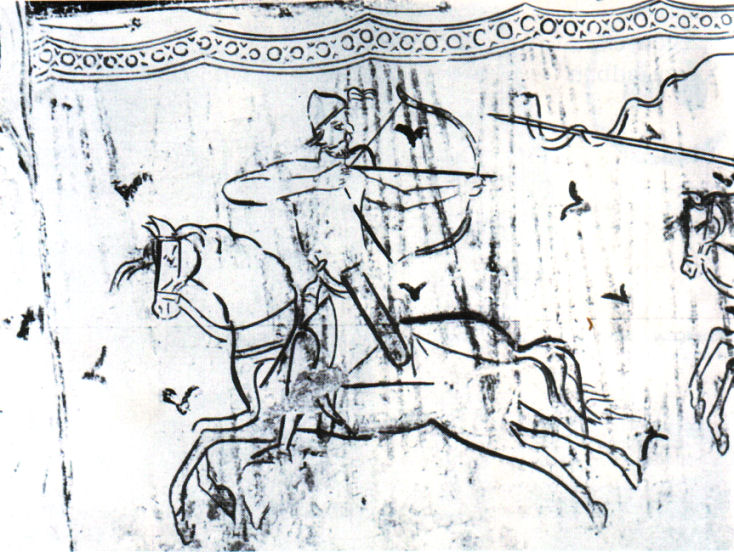
رامي سهام يشتبك في القتال. لوحة من شمال إيطاليا ، القرن العاشر.

حشد الإمبراطور الروماني قواته بالقرب من القسطنطينية وانطلق لمواجهة جيش البجانكة في أقرب وقت ممكن. في هذه الأثناء ، عبر البيشناك جبال البلقان وعسكروا بالقرب من مدينة بيرويا في تراقيا . عرض الإمبراطور في البداية الهدايا على رؤساء البيشنيك ، وعرض منحهم معاهدة تحقق مصالحهم. كانت هذه خدعة, وقد نجحت إذ تم خداع البيشينك ، وبالتالي فوجئوا عندما شن الرومان فجأة هجومًا كبيرًا على حصن عرباتهم الدفاعية. قاتل البيشناك ضد موجات من رماة الخيول ، وأطلقوا السهام باستمرار. وقد اعتمدوا على حصن العربات كنقطة تجمع ، ومستودعًا لإعادة إمداد الأسهم ، ونقطة دفاع أخير. كانت المعركة شرسة ، وأصيب يوحنا في رجله بسهم. ومع ذلك ، أجبر الرومان البيشناك على الإنسحاب وحاصروهم في حصنهم. أثبت هذا الدفاع فعاليته ، ولم يتم اختراقه حتى قاد جون حرسه الفارانجي ، وهي نخبة قوة المشاة الثقيلة من حراس الأباطرة البيزنطيين ، ضد العربات. اخترق الفارانجيون ، المسلحين بفؤوسهم الدنماركية المميزة ، طريقهم عبر دائرة البيشناك للعربات ، مما أدى إلى انهيار حصنهم وتسبب في هزيمة مهينة في معسكرهم. كان النصر البيزنطي كاملاً ، وتم أسر الناجين من البيشناك وتجنيدهم في الجيش البيزنطي.

## ما بعد المعركة

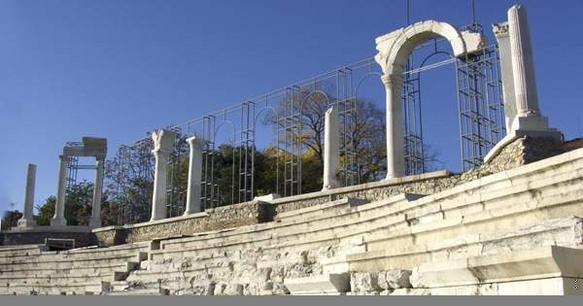
المدرج الروماني في مدينة بيرويا

دمر الانتصار البيزنطي بشكل فعال البيشينك كقوة مستقلة. لبعض الوقت ، لكن بقيت مجتمعات كبيرة منهم في المجر ، ولكن في النهاية لم يعودوا شعبًا متميزًا وتم استيعابهم من قبل الشعوب المجاورة مثل البلغار والمجريين . بالنسبة للبيزنطيين ، لم يؤد النصر على الفور إلى السلام إذ هاجم المجريون برانيتشيفو ، البؤرة الاستيطانية البيزنطية على نهر الدانوب ، في عام 1128. ومع ذلك ، فإن الانتصار على البيشناك ، ثم المجريين في وقت لاحق ، ضمن أن تظل معظم شبه جزيرة البلقان بيزنطية ، مما سمح لجون بالتركيز على توسيع القوة والنفوذ البيزنطيين في آسيا الصغرى والأراضي المقدسة.

### المعلومات الكاملة للمراجع
- Angold، Michael (1984). The Byzantine Empire, 1025–1204: A Political History (ط. First). London, United Kingdom: Longman. ISBN:978-0-58-249060-4. مؤرشف من الأصل في 2021-06-18.
- Angold، Michael (1997). The Byzantine Empire, 1025–1204: A Political History (ط. Second). London, United Kingdom: Longman. ISBN:978-0-58-229468-4. مؤرشف من الأصل في 2021-04-11.
- Birkenmeier، John W. (2002). The Development of the Komnenian Army: 1081-1180. Boston, Massachusetts: Brill. ISBN:90-04-11710-5. مؤرشف من الأصل في 2020-08-20.
- Choniates، Niketas؛ Magoulias، Harry J. (trans.) (1984). O City of Byzantium: Annals of Niketas Choniates. Detroit, Michigan: Wayne State University Press. ISBN:978-0-81-431764-8. مؤرشف من الأصل في 2021-05-20.
- Cinnamus، Ioannes (1976). Deeds of John and Manuel Comnenus. New York, New York and West Sussex, United Kingdom: Columbia University Press. ISBN:978-0-23-104080-8. مؤرشف من الأصل في 2016-04-27.
- Curta، Florin (2006). Southeastern Europe in the Middle Ages 500-1250. Cambridge, United Kingdom: Cambridge University Press. ISBN:978-0-52-181539-0.